# Berg am Irchel
Berg am Irchel (toponimo tedesco) è un comune svizzero di 567 abitanti del Canton Zurigo, nel distretto di Andelfingen.

## Storia
Nel 1855 la località di Gräslikon, fino ad allora frazione di Buch am Irchel, è stata assegnata a Berg am Irchel.

## Monumenti e luoghi d'interesse

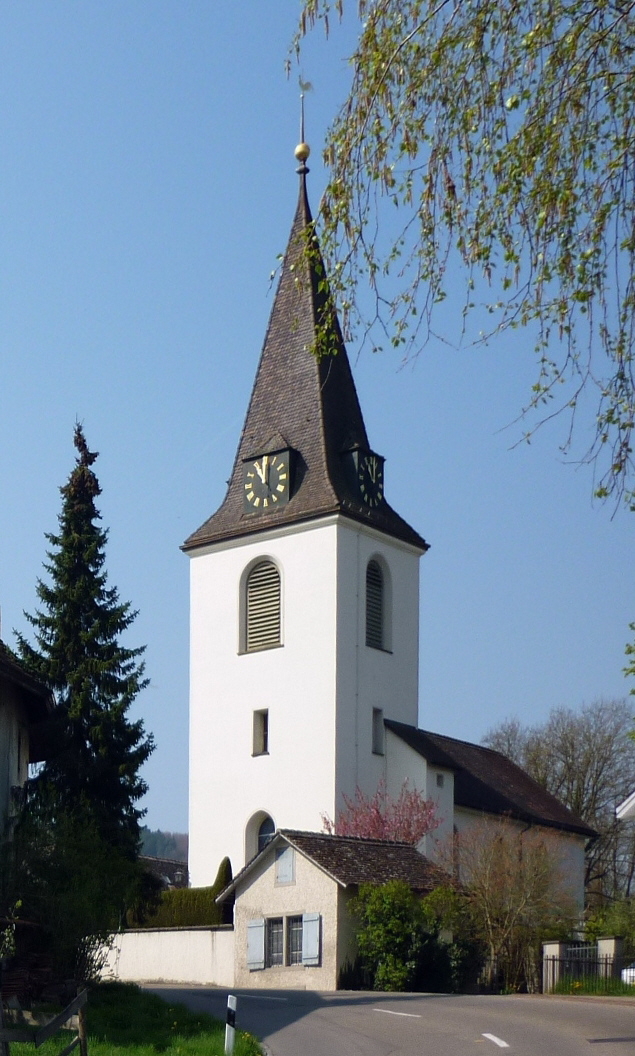
La chiesa riformata

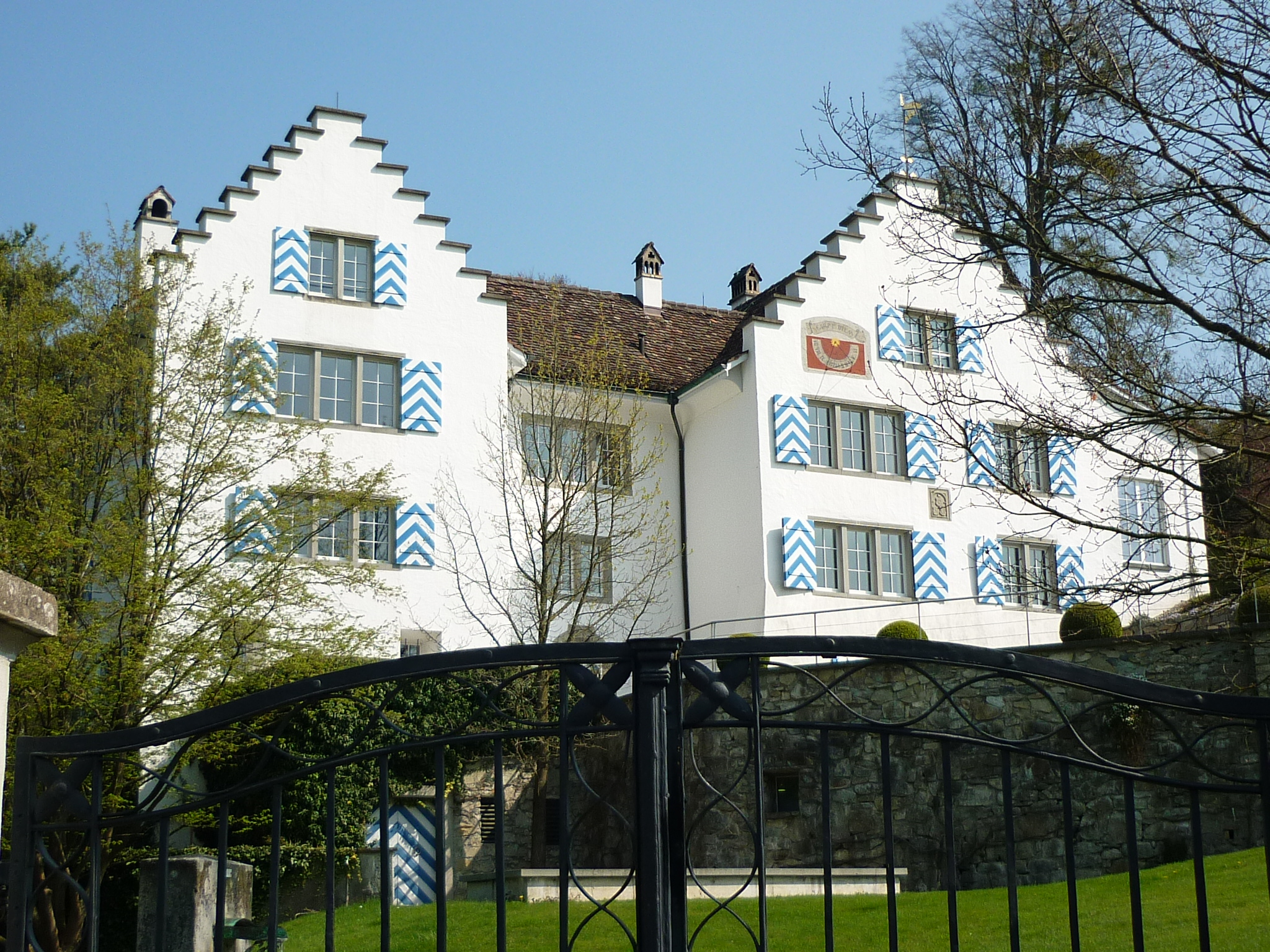
Il castello di Eigenthal

- Chiesa riformata, attestata dal 1268[1];
- Castello di Eigenthal, attestato dal 1391 e ricostruito nel 1588[1].

## Società

### Evoluzione demografica
L'evoluzione demografica è riportata nella seguente tabella (dal 1860 con Gräslikon):
Abitanti censiti

## Amministrazione
Ogni famiglia originaria del luogo fa parte del cosiddetto comune patriziale e ha la responsabilità della manutenzione di ogni bene ricadente all'interno dei confini del comune.